# Tobias Heintz
Tobias Heintz (Moss, 1998. július 13. –) norvég korosztályos válogatott labdarúgó, a bolgár CSZKA Szófia csatárja.

## Pályafutása

### Klubcsapatokban
Heintz a norvégiai Moss városában született. Az ifjúsági pályafutását a Moss és a Sprint-Jeløy csapataiban kezdte, majd a Sarpsborg akadémiájánál folytatta.
2014-ben mutatkozott be a Sprint-Jeløy felnőtt csapatában. 2016-ban az első osztályban szereplő Sarpsborg 08-hoz igazolt. Először a 2016. július 17-ei, Lillestrøm ellen 3–0-ra megnyert mérkőzés 85. percében, Jon-Helge Tveita cseréjeként lépett pályára. Első gólját 2016. szeptember 11-én, a Bodø/Glimt ellen 2–1-re elvesztett találkozón szerezte meg. 2019-ben a török első osztályban érdekelt Kasımpaşa szerződtette. A török ligában 2019. január 21-én, a Çaykur Rizespor ellen 1–0-ra elvesztett bajnoki 68. percében, Haris Hajradinovićot váltva debütált. 2020 szeptembere és decembere között a Sarpsborg 08-nál szerepelt kölcsönben. 
2021. február 8-án négyéves szerződést kötött a svéd Häcken együttesével. Először a 2021. április 11-ei, Halmstad ellen 1–0-ás vereséggel zárult mérkőzésen lépett pályára. 2021. május 23-án, a Varbergs BoIS ellen 3–1-re megnyert találkozón jegyezhette fel első gólját a klub színeiben. A 2022-es szezonban a Sarpsborg 08 csapatát erősítette szintén kölcsönben. 2023. január 5-én a bolgár CSZKA Szófiához írt alá.

### A válogatottban
Heintz az U17-estől az U21-esig szinte minden korosztályban képviselte Norvégiát.
2018-ban debütált az U21-es válogatottban. Először a 2018. szeptember 11-ei, Azerbajdzsán ellen 3–1-re megnyert mérkőzés 82. percében, Henrik Bjørdal cseréjeként lépett pályára. Első válogatott gólját 2018. szeptember 20-án, Törökország ellen 3–2-es győzelemmel zárult barátságos mérkőzésen szerezte meg.

## Statisztikák
2022. november 13. szerint
| Klub                      | Szezon   | Osztály     | Bajnokság | Bajnokság | Kupa  | Kupa | Nemzetközi | Nemzetközi | Összesen | Összesen |
| Klub                      | Szezon   | Osztály     | Meccs     | Gól       | Meccs | Gól  | Meccs      | Gól        | Meccs    | Gól      |
| ------------------------- | -------- | ----------- | --------- | --------- | ----- | ---- | ---------- | ---------- | -------- | -------- |
| Sarpsborg 08              | 2016     | Tippeligaen | 3         | 1         | 1     | 1    | —          | —          | 4        | 2        |
| Sarpsborg 08              | 2017     | Eliteserien | 22        | 3         | 5     | 3    | —          | —          | 27       | 6        |
| Sarpsborg 08              | 2018     | Eliteserien | 23        | 2         | 3     | 2    | 13         | 3          | 39       | 7        |
| Sarpsborg 08              | Összesen | Összesen    | 48        | 6         | 9     | 6    | 13         | 3          | 70       | 15       |
| Kasımpaşa                 | 2018–19  | Süper Lig   | 8         | 0         | 2     | 0    | —          | —          | 10       | 0        |
| Kasımpaşa                 | 2019–20  | Süper Lig   | 8         | 0         | 2     | 1    | —          | —          | 10       | 1        |
| Kasımpaşa                 | Összesen | Összesen    | 16        | 0         | 4     | 1    | 0          | 0          | 20       | 1        |
| Sarpsborg 08 (kölcsönben) | 2020     | Eliteserien | 14        | 2         | —     | —    | —          | —          | 14       | 2        |
| Häcken                    | 2021     | Allsvenskan | 18        | 2         | 6     | 1    | 2          | 0          | 26       | 3        |
| Häcken                    | 2022     | Allsvenskan | 0         | 0         | 1     | 0    | —          | —          | 1        | 0        |
| Häcken                    | Összesen | Összesen    | 18        | 2         | 7     | 1    | 2          | 0          | 27       | 3        |
| Sarpsborg 08 (kölcsönben) | 2022     | Eliteserien | 29        | 15        | 1     | 1    | —          | —          | 30       | 16       |
| Összesen                  | Összesen | Összesen    | 125       | 25        | 21    | 9    | 15         | 3          | 161      | 37       |

## Sikerei, díjai
Sarpsborg 08
- Norvég Kupa
  - Döntős (1): 2017

Häcken
- Svéd Kupa
  - Döntős (1): 2020–21